# ادمون جي. كونج
ادمون جي. كونج هو سياسي أمريكي، ولد في 6 أكتوبر 1930 في ميامي في الولايات المتحدة، وتوفي بنفس المكان في 19 مايو 2015 بسبب مرض. نشط حزبياً في الحزب الديمقراطي. وقد انتخب عضو مجلس ولاية فلوريدا ‏.